# Aspasia Matsa
Aspasia Matsa (en grec σπασηα Μάτσα, 1885 - ?) va ser una tennista grega que va competir a començaments del segle xx.
El 1906 va prendre part en els Jocs Intercalats d'Atenes, on guanyà la medalla de bronze en la prova de dobles mixtos del programa de tennis, formant parella amb Xenophon Kasdaglis. En la prova individual femenina fou quarta.